# Watkins (Iowa)
Pour les articles homonymes, voir Watkins.

Watkins est une communauté non constituée en municipalité et une census-designated place du comté de Benton, en Iowa, aux États-Unis,. 

## Histoire
Watkins est fondé en 1874 et nommé en référence à J. B. Watkins, un employé du chemin de fer, mort dans une collision ferroviaire.

## Source de la traduction
- (en) Cet article est partiellement ou en totalité issu de l’article de Wikipédia en anglais intitulé « Watkins, Iowa » (voir la liste des auteurs).